# ¡Mamá, quiero ser artista!
Mamá, quiero ser artista és una comèdia musical espanyola, amb llibret de Juan José de Arteche, estrenada el 4 de febrer de 1986 en el Teatro Calderón de Madrid.

## Argument
Una jove arriba a Madrid des d'un lloc identerminado de l'Espanya rural, acompanyada per la seva mare. Només té una vocació en la vida: Triomfar en el món de l'espectacle.

## Muntatge
Dirigida per Ángel Fernández Montesinos amb direcció musical d'Augusto Algueró, decorats d'Emilio Burgos i coreografia de Giorgio Aresu. A través de l'espectacle es pretenia fer un repàs per alguns dels números més cèlebres de la revista musical espanyola, amb música dels mestres Quiroga, Moraleda i Alonso. No obstant això comptava igualment amb temes originals com el que dona títol a la comèdia, de Algueró.
Va estar interpretada per Concha Velasco, Francisco Valladares, Margot Cottens (després substituïda per Carmen Lozano), José Cerro, Manuel Bandera, Juan Carlos Martín i Alberto Denis.
Va ser transmesa per Televisió espanyola el 25 de desembre de 1989.

## Números musicales
- Por eso estoy aquí
- El ritmo de moda (Arteche, Montesinos, Algueró).
- La manuela (Alonso).
- La florista sevillana (Moraleda).
- Mamá, quiero ser artista (Toro, Algueró).
- La pasarela (Arteche, Montesinos, Algueró).
- Obertura (Algueró).
- El tropezón (Moraleda).
- Sueños de amor (Irueste).
- Horchatera valenciana (Alonso).
- Otra puerta se abrirá (Arteche, Montesinos, Algueró).
- Las chicas de la Cruz Roja, El día de los enamorados (Algueró).
- La reina de copas (Toro, A. Algueró).
- Farolillo verbenero (Alonso).
- Saludos despedida (Toro, Algueró).